# Avitus
Marcus Flavius Avitus (Eparchius),  (n. 395 d.Hr., Clermont-Ferrand, Franța – d. 18 august 457 d.Hr., Galia, Luxemburg) a fost împărat roman în perioada 455-456.

## Biografie
S-a născut în jurul anului 395/400. Se trăgea dintr-o familie de latifundiari din Gallia. Pe vremea generalului Flavius Aetius, Avitus devine în 439 praefectus praetorio în Gallia. 
După asasinarea lui Valentinian al III-lea de către un partizan al generalului Aetius și după detronarea lui Petronius Maximus (succesorul lui Valentinian), Avitus se proclamă împărat roman pe 9 iulie 455, la Arles. Pentru asta a avut și susținerea militară a vizigoților.
Intrând în conflict cu generalul roman Ricimer Flavius, este înfrânt la Placentia (Piacenza de azi), în octombrie 456. 
Pe 17 octombrie este detronat. Ricimer (adevăratul conducător al Imperiului Roman de Apus) impune la purpura imperială pe Maiorian.
La puțină vreme de la înfrângerea de la Placentia, Avitus (devenit între timp episcop în acest oraș), moare la 18 august 457.

## Evenimente
În timpul lui Avitus, Sidonius Apollinaris (432–486), scrie un panegiric, împăratului .